# Взрыв бензовоза в Бахавалпуре
25 июня 2017 года около 6:30 по местному времени в техсиле Ахмадпур-Ист (округ Бахавалпур, провинция Пенджаб, Пакистан) взорвался бензовоз.

## Происшествие
Около 6:00 25 июня 2017 года на Национальном шоссе N-5 на крутом повороте перевернулся бензовоз, следовавший из Карачи в Лахор. Новость об этом немедленно распространилась по близлежащим деревням и плантациям манго вдоль дороги, на которых уже трудились люди, и к месту ДТП бросились местные жители, чтобы набрать «бесплатное» топливо в любые первые попавшиеся ёмкости, включая бутылки, банки и кухонную утварь. Когда вокруг цистерны, в которой изначально было 40 000 литров бензина, собралось несколько сотен человек, около 6:30, прогремел взрыв. Причина взрыва пока не выяснена: возможно, кто-то прикурил сигарету, а возможно, топливо загорелось от искр из выхлопных труб автомобилей или мотоциклов, проезжавших мимо и подъезжавших к месту аварии.
По данным на 11 июля, взрыв унёс жизни 219 человек (в том числе несколько десятков скончались от ранений в больницах в течение следующих двух недель).
Также огнём уничтожены около 30 мотоциклов и 8 других транспортных средств, на которых к месту ДТП подъезжали люди.
На тушение пожара ушло более двух часов.
Бо́льшая часть пострадавших была отправлена в больницу «Бахавал Виктория» в Бахавалпуре и в больницу «Ништар» в Мултане.
Водитель бензовоза был арестован, но в связи с тяжёлыми травмами отправлен в больницу, где вскоре скончался.